# حاسوب من الجيل الأول

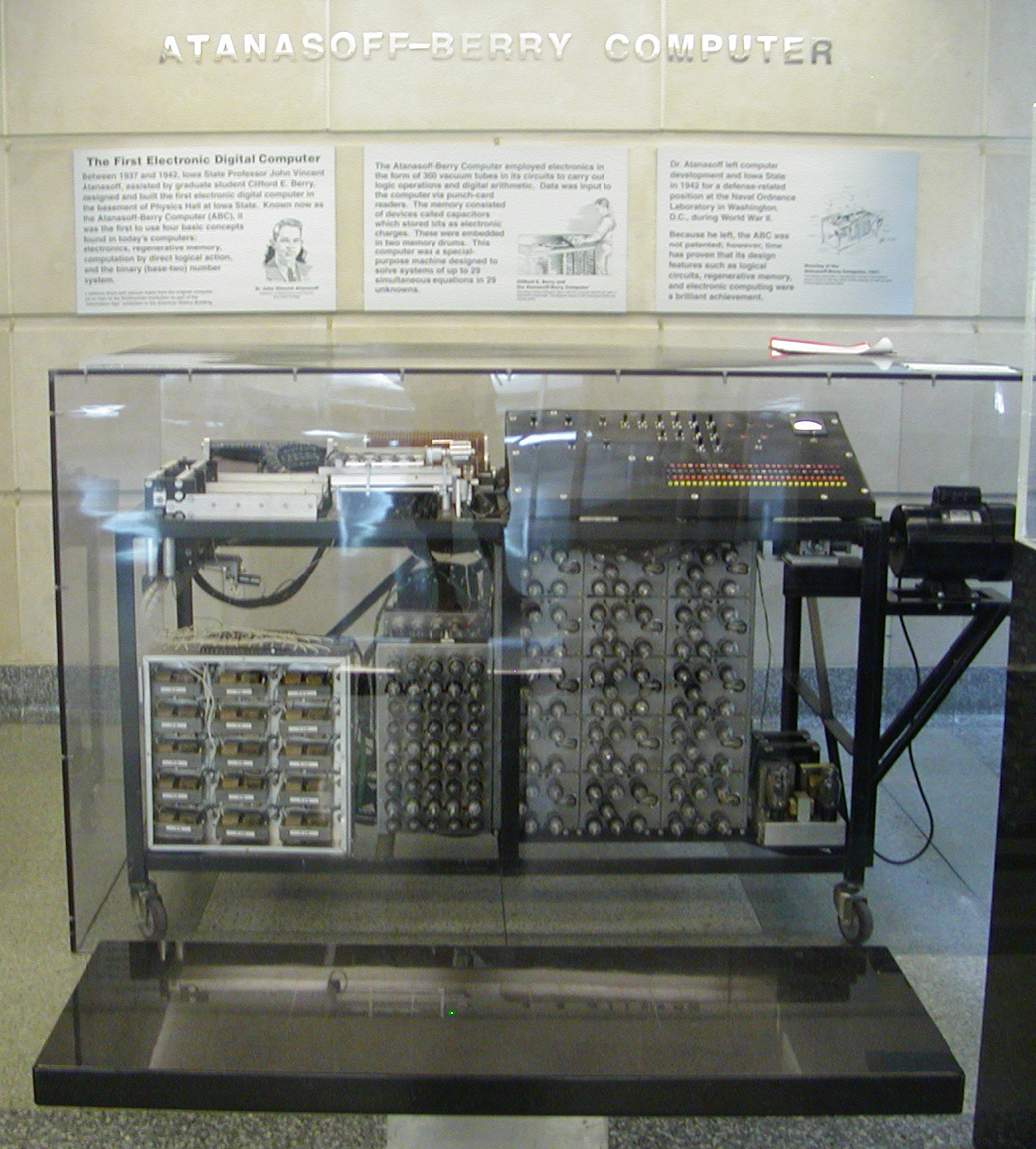
نسخة طبق الأصل من حاسوب أتاناسوف-بيري في جامعة ولاية آيوا

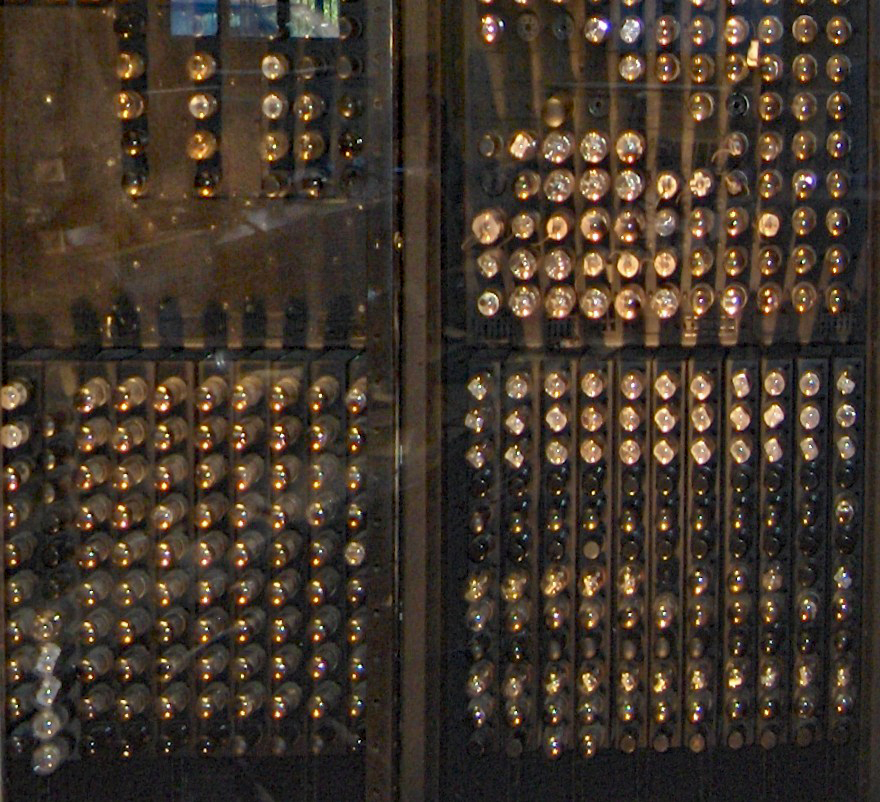
حاسوب إنياك (1946) استخدم أكثر من 17,000 صمام مفرغ

الحاسوب الصمامي، المعروف الآن باسم الحاسوب من الجيل الأول، هو حاسوب يستخدم الصمامات المفرغة في دوائره المنطقية. بينما يعود تاريخ المساعدات الميكانيكية للحوسبة إلى قرون، إن لم يكن آلاف السنين، فإن تاريخ الحواسيب الصمامية يقتصر على منتصف القرن العشرين. اخترع لي دي فورست الصمام الثلاثي عام 1906. وأول مثال على استخدام الصمامات المفرغة في الحوسبة كان حاسوب أتاناسوف-بيري، الذي عُرض عام 1939. كانت الحواسيب الصمامية في البداية تصاميم فريدة، لكن تم تقديم نماذج تجارية في الخمسينيات وبيع منها أعداد تتراوح من وحدات مفردة إلى آلاف الوحدات. بحلول أوائل الستينيات، أصبحت الحواسيب الصمامية قديمة، وحلت محلها الحواسيب الترانزستورية من الجيل الثاني.
الكثير مما نعتبره الآن جزءًا من الحوسبة الرقمية تطور خلال عصر الصمامات المفرغة. في البداية، قامت الحواسيب الصمامية بنفس العمليات التي كانت تقوم بها الحواسيب الميكانيكية السابقة، ولكن بسرعات أعلى بكثير. تعمل التروس والمرحلات الميكانيكية في أجزاء من الثانية، بينما يمكن للصمامات المفرغة أن تتحول في ميكروثانية. أول انحراف عما كان ممكنًا قبل الصمامات المفرغة كان دمج ذاكرات كبيرة يمكنها تخزين آلاف البتات من البيانات والوصول إليها عشوائيًا بسرعات عالية. وهذا بدوره سمح بتخزين تعليمات الآلة في نفس الذاكرة التي تخزن البيانات - مفهوم البرنامج المخزن، وهو اختراق يعتبر اليوم سمة مميزة للحواسيب الرقمية.
شملت الابتكارات الأخرى استخدام الشريط المغناطيسي لتخزين كميات كبيرة من البيانات في شكل مضغوط يونيفاك 1 وإدخال تخزين ثانوي عشوائي الوصول آي بي إم 305 راماك، وهو السلف المباشر لجميع محركات الأقراص الثابتة التي نستخدمها اليوم. حتى رسوميات الحاسوب بدأت خلال عصر الصمامات المفرغة مع مسجل بيانات سي ار تي، آي بي إم 740 وقلم الضوء في حاسوب وِروِند. نشأت لغات البرمجة في عصر الصمامات المفرغة، بما في ذلك بعض اللغات التي لا تزال مستخدمة حتى اليوم مثل فورتران ولِسب آي بي إم 704 وألجول زد 22 وكوبول. كما وُلدت أنظمة التشغيل مثل جي إم-إن إيه إيه آي - أو في هذا العصر.

## التطور
وصف إيكلز وجوردان عام 1918 استخدام مضخمات الصمامات المفرغة المزدوجة التوصيل لإنتاج نبضات. أصبحت هذه الدائرة أساس الدائرة القلابة، وهي دائرة ذات حالتين أصبحت العنصر الأساسي في الحواسيب الرقمية الثنائية الإلكترونية.
يُنسب الآن حاسوب أتاناسوف-بيري، الذي عُرضت نسخته الأولية لأول مرة عام 1939، كأول حاسوب صمامي. ومع ذلك، لم يكن حاسوبًا للأغراض العامة، حيث كان قادرًا فقط على حل نظام المعادلات الخطية، ولم يكن موثوقًا جدًا.
خلال الحرب العالمية الثانية، استُخدمت الحواسيب الرقمية الصمامية ذات الأغراض الخاصة مثل كولوسس لكسر الشفرات الألمانية آلة التلكسبرينتر المعروفة باسم فيش. كانت المعلومات الاستخباراتية العسكرية التي جمعتها هذه الأنظمة ضرورية لجهد الحلفاء الحربي. بحلول نهاية الحرب، كان هناك 10 أجهزة كولوسس مارك 2 قيد الاستخدام في بلتشلي بارك؛ وقد حلت محل هيث روبنسون. استخدم كل كولوسس 1600 صمام مفرغ مارك 1 أو 2400 صمام مفرغ مارك 2. ظل فك الشفرات في زمن الحرب في بلتشلي بارك سراً حتى السبعينيات.
أيضًا خلال الحرب، تم تطوير الحواسيب الثنائية الكهروميكانيكية بواسطة كونراد سوزه. لم تكن المؤسسة العسكرية الألمانية خلال الحرب تعطي أولوية لتطوير الحاسوب. تم تطوير دائرة حاسوب إلكترونية تجريبية تحتوي على حوالي 100 صمام عام 1942، لكنها دُمرت في غارة جوية.
في الولايات المتحدة، بدأ العمل على حاسوب إنياك أواخر الحرب العالمية الثانية. اكتملت الآلة عام 1945. على الرغم من أن أحد التطبيقات التي حفزت تطويره كان إنتاج جداول إطلاق المدفعية، إلا أن أحد الاستخدامات الأولى لإنياك كان إجراء حسابات تتعلق بتطوير القنبلة الهيدروجينية. تم برمجة إنياك في البداية بلوحات التوصيل والمفاتيح بدلاً من البرنامج المخزن إلكترونيًا. كانت سلسلة من المحاضرات بعد الحرب التي كشفت عن تصميم إنياك، وتقرير جون فون نيومان حول الخليفة المتوقع لإنياك، المسودة الأولى لتقرير عن إيدفاك، موزعة على نطاق واسع وكانت مؤثرة في تصميم الحواسيب الصمامية بعد الحرب.
كانت الآلات المبكرة المستخدمة لجدولة البطاقات المثقبة قادرة فقط على الجمع والطرح. في عام 1931، قدمت آي بي إم آلة ثقب مضاعفة كهروميكانيكية، آي بي إم 601. بعد الحرب العالمية الثانية، صنعت آي بي إم نسخة، 603، استخدمت الصمامات المفرغة لإجراء الحسابات. وبعد مفاجأة الطلب في السوق عليها، قدمت آي بي إم في عام 1948 نسخة أكثر إحكاما، 604، باستخدام 1250 صمام مفرغ صغير في وحدات قابلة للإزالة والتوصيل. أسرع بكثير من 601، يمكن أن يقسم وينفذ ما يصل إلى 60 خطوة برنامج في دورة بطاقة واحدة. تم تأجير أو بيع حوالي 5400 وحدة، مما جعلها أول تطبيق تجاري ناجح للحوسبة الإلكترونية.
يُعتبر فيرانت مارك 1 - 1951 أول حاسوب صمامي تجاري ذو برنامج مخزن. كانت أولى الحواسيب المنتجة بكميات كبيرة هي بول غاما 3 1952، 1200 وحدة وآي بي إم 650 1954، 2000 وحدة.

## التصميم
تطلبت تكنولوجيا الصمامات المفرغة كمية كبيرة من الكهرباء. كان حاسوب إنياك -1946 يحتوي على أكثر من 17000 صمام وعانى من فشل صمام يستغرق تحديد موقعه 15 دقيقة في المتوسط كل يومين. في التشغيل، استهلك إنياك 150 كيلوواط من الطاقة، منها 80 كيلوواط لتدفئة الصمامات، 45 كيلوواط لمصادر طاقة التيار المستمر، 20 كيلوواط لمراوح التهوية، و5 كيلوواط للمعدات المساعدة للبطاقات المثقبة.
نظرًا لأن فشل أي صمام من آلاف الصمامات في الحاسوب يمكن أن يؤدي إلى أخطاء، كانت موثوقية الصمامات ذات أهمية عالية. تم بناء صمامات بجودة خاصة لخدمة الحاسوب، بمعايير أعلى من المواد والتفتيش والاختبار مقارنة بالصمامات العادية. كان أحد تأثيرات التشغيل الرقمي الذي نادرًا ما ظهر في الدوائر التناظرية هو تسمم الكاثود. الصمامات المفرغة التي تعمل لفترات طويلة بدون تيار صفيحة تطور طبقة عالية المقاومة على الكاثودات، مما يقلل من كسب الصمام. كانت هناك حاجة لمواد مختارة خصيصًا لصمامات الحاسوب لمنع هذا التأثير. لتجنب الإجهادات الميكانيكية المرتبطة بتسخين الصمامات إلى درجة حرارة التشغيل، غالبًا ما كان يتم تطبيق جهد التشغيل الكامل لسخانات الصمامات ببطء، على مدى دقيقة أو أكثر، لمنع كسر السخانات بسبب الإجهاد. لتجنب التبديل الحراري، يمكن ترك طاقة السخان قيد التشغيل أثناء وقت الاستعداد للجهاز، مع إيقاف تشغيل مصادر الجهد العالي للصفيحة. تم دمج الاختبار الهامشي في النظم الفرعية لحاسوب الصمام المفرغ؛ عن طريق خفض جهد الصفيحة أو السخان واختبار التشغيل السليم، يمكن اكتشاف المكونات المعرضة للفشل المبكر. لتنظيم جميع جهود مصادر الطاقة ومنع الارتفاعات والانخفاضات من شبكة الكهرباء من التأثير على تشغيل الحاسوب، تم اشتقاق الطاقة من مجموعة محرك-مولد حسنت استقرار وتنظيم جهود مصادر الطاقة.[بحاجة لمصدر]
تم استخدام نوعين رئيسيين من الدوائر المنطقية في بناء الحواسيب الصمامية. النوع غير المتزامن أو المباشر، المقترن بتيار مستمر، استخدم فقط مقاومات للربط بين البوابات المنطقية وداخلها. تم تمثيل المستويات المنطقية بجهدين مفصولين على نطاق واسع. في النوع المتزامن أو النبضي الديناميكي، كان كل مرحلة مقترنًا بشبكات نبضية مثل المحولات أو المكثفات. كان لكل عنصر منطقي نبضة ساعة مطبقة. تم تمثيل الحالات المنطقية بوجود أو عدم وجود نبضات خلال كل فاصل ساعة. يمكن للتصميمات غير المتزامنة أن تعمل بشكل أسرع، ولكنها تتطلب المزيد من الدوائر للحماية من السباقات المنطقية، حيث أن المسارات المنطقية المختلفة لها وقت انتشار مختلف من الإدخال إلى الإخراج المستقر. تجنبت الأنظمة المتزامنة هذه المشكلة، لكنها احتاجت إلى دوائر إضافية لتوزيع إشارة الساعة، والتي قد يكون لها عدة مراحل لكل مرحلة من مراحل الجهاز. كانت مراحل المنطق المقترنة مباشرة حساسة إلى حد ما للانحراف في قيم المكونات أو تيارات التسرب الصغيرة، لكن الطبيعة الثنائية للتشغيل أعطت الدوائر هامشًا كبيرًا ضد الأعطال بسبب الانحراف. مثال على حاسوب نبضي متزامن كان وِروِند من معهد ماساتشوستس للتكنولوجيا. استخدمت حواسيب إيلياك وغيرها مراحل منطقية غير متزامنة مقترنة مباشرة.
استخدمت الحواسيب الصمامية بشكل أساسي الصمامات الثلاثية والخماسية كعناصر تبديل وتضخيم. كان هناك على الأقل صمام بوابة مصمم خصيصًا له شبكتا تحكم بخصائص مماثلة، مما سمح له بتنفيذ بوابة ذات مدخلين مباشرة. استخدمت الصمامات الثايراترونية أحيانًا، مثل تشغيل أجهزة الإدخال/الإخراج أو لتبسيط تصميم القوابض والسجلات الاحتفاظية. غالبًا ما استخدمت الحواسيب الصمامية على نطاق واسع ثنائيات الحالة الصلبة البلورية لأداء وظائف المنطق AND وOR، واستخدمت الصمامات المفرغة فقط لتضخيم الإشارات بين المراحل أو لبناء عناصر مثل القلابات والعدادات والسجلات. قللت الثنائيات الصلبة من حجم واستهلاك الطاقة للجهاز ككل.
يصف مرجع عام 1950 أجهزة الحوسبة عالية السرعة طرقًا مختلفة لتخزين الأرقام باستخدام التكنولوجيا المعاصرة، بهدف تقليل عدد الصمامات المفرغة (المكلفة) (اختيار الأساس الأمثل). يمكن تخزين الأرقام كحالة عداد حلقي يتكون من عدة صمامات ثلاثية. العدادات الحلقية الكبيرة ذات الحالات تتطلب صمام ثلاثي مرتبة كـ قلابات، كما في العدادات العشرية لإنياك،التي تستخدم 20 صمام ثلاثي لكل رقم عشري.
العدادات الحلقية الصغيرة ذات الحالات أقل من حوالي 7 تتطلب صمام ثلاثي. استفادت بعض الحواسيب الصمامية اللاحقة من هذه الحقيقة واستخدمت 7 صمامات ثلاثية لكل رقم عشري، باستخدام التشفير العشري ثنائي-خماسي عداد حلقي بخمس حالات وعداد حلقي بحالتين. بعض الحواسيب الصمامية القليلة - مثل حاسوب هارويل ديكاترون - تستخدم أنبوب ديكاترون واحد لكل رقم عشري.

## تكنولوجيا الذاكرة
استخدمت الأنظمة المبكرة مجموعة متنوعة من تقنيات الذاكرة قبل أن تستقر أخيرًا على ذاكرة النواة المغناطيسية. كان حاسوب أتاناسوف-بيري عام 1942 يخزن القيم العددية كأرقام ثنائية في أسطوانة ميكانيكية دوارة، مع دائرة خاصة لتجديد هذه الذاكرة "الديناميكية" في كل دورة. كان يمكن لحاسوب إنياك في زمن الحرب تخزين 20 رقمًا، لكن السجلات الصمامية المستخدمة كانت باهظة الثمن لبناء أكثر من عدد قليل من الأرقام. كان حاسوب البرنامج المخزن بعيد المنال حتى يمكن تطوير شكل اقتصادي من الذاكرة.
في عام 1944، اقترح بريسبير ايكتير استخدام ذاكرة خط التأخير الزئبقي في خليفة لإنياك الذي سيصبح إيدفاك. كان إيكرت قد عمل سابقًا مع ذاكرة خط التأخير لمعالجة إشارات الرادار. بنى موريس فلكس إيدساك عام 1947، التي كان لديها ذاكرة خط تأخير زئبقي يمكنها تخزين 32 كلمة من 17 بت لكل منها. نظرًا لأن ذاكرة خط التأخير كانت منظمة بطبيعتها بشكل تسلسلي، فإن منطق الآلة كان أيضًا بت تسلسلي. استخدم إيكرت وجون ماوكلي التكنولوجيا في يونيفاك 1 عام 1951 وحصلا على براءة اختراع لذاكرة خط التأخير عام 1953. يتم تخزين البتات في خط التأخير كموجات صوتية في الوسط، تنتشر بمعدل ثابت. استخدم يونيفاك 1 (1951) سبع وحدات ذاكرة، كل منها يحتوي على 18 عمودًا من الزئبق، تخزن 120 بت لكل منها. وفر هذا ذاكرة سعة 1000 كلمة من 12 حرفًا مع متوسط وقت وصول 300 ميكروثانية. شكل نظام الذاكرة هذا غرفته الخاصة. تصغير|يمين|أنبوب ويليامز من آي بي إم 701 في متحف تاريخ الحاسوب]
كانت أنابيب ويليامز أول جهاز ذاكرة وصول عشوائي حقيقي. يعرض أنبوب ويليامز شبكة من النقاط على أنبوب أشعة الكاثود ، مما يخلق شحنة صغيرة من الكهرباء الساكنة فوق كل نقطة. يتم قراءة الشحنة في موقع كل من النقاط بواسطة صفيحة معدنية رقيقة أمام الشاشة مباشرة. تقدم فريدريك كالاند ويليامز وتوم كيلبورن ببراءات اختراع لأنبوب ويليامز عام 1946. كان أنبوب ويليامز أسرع بكثير من خط التأخير، لكنه عانى من مشاكل الموثوقية. استخدم يونيفاك 1103 36 أنبوب ويليامز بسعة 1024 بت لكل منها، مما يعطي ذاكرة وصول عشوائي إجمالية سعة 1024 كلمة من 36 بت لكل منها. كان وقت الوصول لذاكرة أنبوب ويليامز على آي بي إم 701 30 ميكروثانية.
اخترعت ذاكرة الطبل المغناطيسي عام 1932 بواسطة غوستاف تاوشيك في النمسا. يتكون الطبل من أسطوانة معدنية كبيرة تدور بسرعة ومطلية بمادة فرومغناطيسية تسجيل. كان لمعظم الطبول صف واحد أو أكثر من رؤوس القراءة والكتابة الثابتة على طول المحور الطويل للطبل لكل مسار. يختار متحكم الطبل الرأس المناسب وينتظر ظهور البيانات تحته أثناء دوران الطبل. كان لـ آي بي إم 650 ذاكرة طبل سعة 1000 إلى 4000 كلمة من 10 أرقام بمتوسط وقت وصول 2.5 مللي ثانية.
حصلت ذاكرة النواة المغناطيسية على براءة اختراع بواسطة آن وانغ عام 1951. تستخدم النواة نوى حلقة مغناطيسية صغيرة، يتم تمرير الأسلاك من خلالها لكتابة وقراءة المعلومات. تمثل كل نواة بت واحد من المعلومات. يمكن أن تُُمغنط النوى بطريقتين مختلفتين (في اتجاه عقارب الساعة أو عكس اتجاه عقارب الساعة)، والبت المخزن في النواة هو صفر أو واحد اعتمادًا على اتجاه مغنطة تلك النواة. تسمح الأسلاك بتعيين نواة فردية إلى واحد أو صفر وتغيير مغنطتها عن طريق إرسال نبضات تيار كهربائي مناسبة عبر أسلاك مختارة. قدمت ذاكرة النواة وصولاً عشوائيًا وسرعة أكبر، بالإضافة إلى موثوقية أعلى بكثير. تم استخدامها بسرعة في الحواسيب مثل حاسوب وِروِند من معهد ماساتشوستس للتكنولوجيا/آي بي إم، حيث تم تركيب ذاكرة أولية سعة 1024 كلمة من 16 بت محل أنابيب ويليامز. وبالمثل تم ترقية يونيفاك 1103 إلى 1103A في عام 1956، مع استبدال ذاكرة النواة لأنابيب ويليامز. كان وقت الوصول لذاكرة النواة المستخدمة على 1103 10 ميكروثانية.

## بداية صناعة الحاسوب
شهدت الخمسينيات تطور الحاسوب الإلكتروني من مشروع بحثي إلى منتج تجاري، بتصاميم مشتركة ونسخ متعددة، وبذلك بدأت صناعة رئيسية جديدة. استخدمت الحواسيب التجارية المبكرة الصمامات المفرغة ومجموعة متنوعة من تقنيات الذاكرة، واتجهت نحو الذاكرة الأساسية المغناطيسية بحلول نهاية العقد. استمرت العديد من الحواسيب التجارية المبكرة من الآلات الفريدة وصممت لإجراء الحسابات الرياضية السريعة اللازمة للأغراض العلمية والهندسية والعسكرية. لكن البعض صُمم لأحمال عمل معالجة البيانات الناتجة عن نظام البطاقات المثقبة الكبير الموجود. قسمت آي بي إم على وجه الخصوص حواسيبها إلى خطوط علمية وتجارية، والتي تشاركت التكنولوجيا الإلكترونية والملحقات ولكن كانت لها مجموعات تعليمات معمارية وبرامج غير متوافقة تمامًا. استمرت هذه الممارسة في آلاتها من الجيل الثاني الترانزستورية، حتى إعادة التوحيد بواسطة مشروع نظام آي بي إم/360. انظر سلسلة آي بي إم 700/7000.

## الحواسيب التجارية من الجيل الأول
آي بي إم 604عام 1948 - 5,600 أول حاسبة إلكترونية بالكامل للاستخدام مع معدات تسجيل الوحدة معدات تسجيل الوحدة. يمكنها ضرب وقسمة البيانات من بطاقة مثقبة - البطاقات المثقبة . كان لديها 1,250 صمامًا. آي بي إم سي بي سيعام 1949- 700 - جمعت آي بي إم 604 مع آلات تسجيل وحدة أخرى لتنفيذ سلسلة من الحسابات محددة بواسطة تعليمات على مجموعة من البطاقات المثقبة.
فيرانت مارك 1 عام 1951- 9 - أول حاسوب ذو برنامج مخزن متاح تجاريًا، بناءً على مانشستر مارك 1. يونيفاك 1 عام 1951-46،أول حاسوب ذو برنامج مخزن منتج بكميات كبيرة. استخدم ذاكرة خط التأخير- ذاكرة خط التأخير- ليو حاسوب- ليو 1 -1951-أول حاسوب للتطبيقات التجارية. بنته واستخدمته جيه ليونز وشركاه، وهي سلسلة مطاعم ومخابز. بناءً على تصميم إيدساك. آي بي إم 701-1952-19-بنته آي بي إم، المعروف أيضًا باسم حاسبة الدفاع، بناءً على حاسوب IAS، مع ذاكرة أنبوب ويليامز. توقع رئيس آي بي إم بشكل مشهور بيع 5 وحدات، لكنه حصل على طلبات لـ 18 في رحلة المبيعات الأولى. أول آلة في سلسلة آي بي إم 700/7000.-بول غاما 3-1952- 1,200- صنعته جروب بول-شركة بول للآلات، أحد أول الحواسيب الرقمية الإلكترونية المنتجة بكميات كبيرة. صُممت في البداية لتكملة آلات البطاقات المثقبة.
آي بي إم 702- 1953-14-تقنية مماثلة لـ 701 لكنها بنيت لأعمال الحوسبة. حاسوب سترلا- 1953-7- بني في الاتحاد السوفيتي.- داتاترون.
1954~120- حاسوب علمي تجاري بنته إلكتروداتا كوربوريشن. - آي بي إم 650 - 1954~2,000، أول حاسوب في العالم بمبيعات بالآلاف. استخدم طبل مغناطيسي-ذاكرة طبل بكلمات عشرية من 10 أرقام. آي بي إم 704-1954-123-أول حاسوب منتج بكميات كبيرة مع أجهزة نقطة عائمة-نقطة عائمة للاستخدام العلمي. استخدم ذاكرة النواة المغناطيسية- ذاكرة النواة المغناطيسية وكلمات ثنائية 36بت-36بت.-إي إس-1954-1،أول حاسوب صمامي تجاري في ألمانيا بناه هاينز نيكسدورف- مختبر هاينز نيكسدورف للتقنية النبضية.-آي بي إم 705-1954-160، متوافق إلى حد كبير مع آي بي إم 702، للاستخدام التجاري. هناك واحدة غير قيد التشغيل في متحف ميونيخ للحاسوب. - سوسيتيه داليكترونيك إي داوتوماتيسم	سي إي إيه كاب 2000
1955- 4-أول حواسيب تجارية من سي إي إيه. حواسيب تسلسلية 22 بت مع منطق ثنائي وكل من ذاكرة النواة والطبل. يونيفاك 1102- 1954-3-نسخة من يونيفاك 1101 بُنيت لسلاح الجو الأمريكي. - كونراد سوزه-زوسه زد 22 حاسوب- زد 22 - 1955- 55-حاسوب تجاري مبكر.- آي بي إم 305 راماك.
1956 - 1،000-أول حاسوب تجاري يستخدم محرك قرص صلب - قرص صلب برأس متحرك للتخزين الثانوي.- بينديكس جي-15- 1956- 400، حاسوب صغير للأغراض العلمية والصناعية من شركة بينديكس. كان لديه إجمالي حوالي 450 صمامًا (معظمها صمامات ثلاثية مزدوجة) و300 ثنائي جرمانيوم.- إل جي بي-30-1956 ~500 - حاسوب بحجم مكتب صنعته لبراسكوب؛ آلة طبل بت تسلسلي مع 113 صمامًا فقط، إلى جانب 1450 ثنائي. - فيرانت بيغاسوس- 1956، 38- حاسوب صمامي مع ذاكرة خط تأخير مغناطيسية مخصص للاستخدام المكتبي. ثاني أقدم حاسوب باقٍ في العالم.- آر سي إيه بيزماك - 1956-6- أول حاسوب تجاري لآر سي إيه، احتوى على 25000 صمام.- بي إي إس إم-2.
1957- 20-بني في الاتحاد السوفيتي. حاسوب للأغراض العامة في سلسلة بي إي إس إم.- آي بي إم 610-1957- 180- حاسوب صغير صمم لاستخدام شخص واحد بخبرة محدودة.- سوسيتيه داليكترونيك إي داوتوماتيسم - سي إي إيه كاب 3000 -1957-4- صمم بمنطق تسلسلي 32 بت إلى جانب مضاعف ثنائي متوازي، مخصص للاستخدامات العلمية والتجارية.- آي بي إم 709.
1958-45- نسخة محسنة من آي بي إم 704، خلفتها سلسلة آي بي إم 7090 الترانز ستورية المتوافقة مع البرنامج.- يونيفاك 2- 1958 نسخة محسنة ومتوافقة بالكامل من يونيفاك 1.- يونيفاك 1105- 1958-3- متابعة لحاسوب يونيفاك 1103 العلمي.- AN/FSQ-7- 19-52 - أكبر حاسوب صمامي تم بناؤه على الإطلاق. تم بناء 52 لمشروع ساج نظام- ساج الأمريكي. - زيبرا حاسوب- زيبرا - 1958، 55- صمم في هولندا وبنته ستاندرد تليفونز وكيبلز- شركة التليفونات والكابلات القياسية في بريطانيا. - بوروز 220- 1959~50- حاسوب علمي- تجاري، خليفة داتاترون إلكتروداتا.